# Бедачув
Бедачув (пол. Biedaczów) — село в Польщі, у гміні Лежайськ Лежайського повіту Підкарпатського воєводства.
Населення — 764 особи (2011).

## Демографія
Демографічна структура станом на 31 березня 2011 року:
|          | Загалом | Допрацездатний вік | Працездатний вік | Постпрацездатний вік |
| -------- | ------- | ------------------ | ---------------- | -------------------- |
| Чоловіки | 365     | 82                 | 250              | 33                   |
| Жінки    | 399     | 106                | 211              | 82                   |
| Разом    | 764     | 188                | 461              | 115                  |